# Il colpo di Stato di banche e governi
Il colpo di Stato di banche e governi. L'attacco alla democrazia in Europa è un saggio del sociologo Luciano Gallino, pubblicato nell'ottobre 2013 dalla Giulio Einaudi Editore.
Il volume esprime una dura critica all'interpretazione della grande recessione, considerata da Gallino il risultato delle distorsioni del sistema finanziario e monetario mondiale, di cui il sociologo accusa le banche centrali e il Fondo Monetario Internazionale.
Secondo Gallino, i governi europei avrebbero camuffato le cause della crisi, attribuendola all'eccessivo debito pubblico degli Stati anziché al sistema bancario e alla sregolatezza della finanza, e avrebbero poi risposto alla crisi delegando alla finanza alcuni poteri fondamentali e imboccando la strada del cosiddetto "autoritarismo emergenziale"; lo studioso, nel descrivere gli effetti delle politiche di austerità, arriva quindi a parlare di "attacco alla democrazia" e di "colpo di Stato".

## Edizioni
- Luciano Gallino, Il colpo di stato di banche e governi. L'attacco alla democrazia in Europa, Torino, Giulio Einaudi Editore, 2013, ISBN 978-88-06-21340-4.